# 长指近方蟹
长指近方蟹（学名：Hemigrapsus longitarsis）为弓蟹科近方蟹属的动物。分布于朝鲜海峡、日本以及中国大陆的山东等地，生活环境为海水，多生活于泥沙质海底的石块下。